# Garravet
Garravet é uma comuna francesa na região administrativa de Occitânia, no departamento de Gers. Estende-se por uma área de 9,09 km². Em 2010 a comuna tinha 159 habitantes (densidade: 17,5 hab./km²).